# S.K. P.E.M.A. Opava
S.K. P.E.M.A. Opava je opavský sportovní klub založený v roce 1992, jehož součástí je florbalový oddíl založený v roce 1995.
Mužský florbalový tým hraje od sezóny 2015/2016	třetí nejvyšší soutěž, Národní ligu. V jedné sezóně 2014/2015 hráli vyšší soutěž, 1. ligu. Do té mohli postoupit i v roce 2023 po vítězství v baráži, ale tuto možnost nevyužili.
Ženský florbalový tým hraje 2. ligu, tedy třetí nejvyšší soutěž.

## Mužský tým
| Sezóna    | Úroveň | Soutěž       | Umístění | Poznámka |
| --------- | ------ | ------------ | -------- | --- |
| 2011/2012 | 4      | 3. liga      |          | Postup do vyšší ligy |
| 2012/2013 | 3      | 2. liga      |          | [ 3 ] |
| 2013/2014 | 3      | 2. liga      |          | Výhra v 2. kole play-up proti FBC Štíři Č. Budějovice – Postup do vyšší ligy                                                                      |
| 2014/2015 | 2      | 1. liga      | 12.      | Prohra v 2. kole play-down proti Black Angels – Sestup do nižší ligy                                                                              |
| 2015/2016 | 3      | Národní liga |          | Prohra ve finále play-off proti Florbal Torpedo Havířov – Prohra v baráži proti 1. FBK Rožnov p/R                                                 |
| 2016/2017 | 3      | Národní liga |          | Vypadnutí v semifinále play-off proti TJ Slovan Havířov                                                                                           |
| 2017/2018 | 3      | Národní liga |          | Vypadnutí v semifinále play-off proti Florbal Primátor Náchod                                                                                     |
| 2018/2019 | 3      | Národní liga |          | Výhra v 1. kole play-down proti Snipers Třebíč |
| 2019/2020 | 3      | Národní liga |          | Sezóna ukončena po dvou vyhraných zápasech 1. kola play-down proti FBK Spartak Hluk                                                               |
| 2020/2021 | 3      | Národní liga |          | Sezóna ukončena po neúplných pěti odehraných kolech základní části                                                                                |
| 2021/2022 | 3      | Národní liga |          | Vypadnutí ve čtvrtfinále play-off proti Troopers                                                                                                  |
| 2022/2023 | 3      | Národní liga |          | Prohra ve finále play-off proti FBC Vikings Kopřivnice – Výhra v baráži proti Troopers – Tým postoupil práva na 1. ligu týmu DDQ Florbal Chomutov |
| 2023/2024 | 3      | Národní liga |          | Výhra v baráži proti FBC DDM Kati Kadaň |

## Známí odchovanci
- Hana Sládečková